# Les Possédées
Pour plus de détails, voir Fiche technique et Distribution.
Les Possédées est un  film franco-italien réalisé par Charles Brabant et sorti en 1956.

## Synopsis
Agata, sa fille Silvia et la belle-sœur Pia exploitent une ferme perdue dans un coin de montagne. L’embauche d’Angelo, séduisant quadragénaire, va provoquer affrontements et rivalités amoureuses entre les trois femmes. 

## Fiche technique
- Titre : Les Possédées
- Titre original : Les Possédées
- Titre italien : L’Isola delle donne sole
- Réalisation : Charles Brabant
- Scénario : Charles Brabant et Maurice Clavel d’après le roman d’Ugo Betti, L'Île aux chèvres (1953)
- Dialogues : Maurice Clavel, André Tabet
- Musique : Maurice Leroux
- Direction de la photographie : Edmond Séchan
- Cadrage : Ghislain Cloquet
- Son : Jean Bertrand
- Décors : Jacques Paris
- Costumes : Christiane Coste
- Montage : Maurice Serein
- Pays d'origine :  France,  Italie
- Langue de tournage : français
- Année de tournage : 1955
- Tournage : Studios de la Victorine (Nice)
- Producteurs : Léopold Schlosberg, Edmond Ténoudji
- Sociétés de production : Les Films Marceau (France), Laetitia Film (Italie)
- Société de distribution : Les Films Marceau
- Format : noir et blanc — son monophonique — 35 mm
- Genre : drame
- Durée : 90 minutes
- Date de sortie : 
  - 30 mai 1956 en France
- Affiche : Jean Mascii (France)

## Distribution
- Madeleine Robinson : Agata
- Raf Vallone : Angelo
- Magali Noël : Pia
- Dany Carrel : Silvia
- Paul Faivre : Eduardo
- Danik Patisson